# Югыдъёль (приток Большого Кодача)
Югыдъёль — река в России, протекает по Троицко-Печорскому району Республики Коми. Устье реки находится в 37 км от устья реки Большой Кодач по правому берегу. Длина реки составляет 13 км.
Исток реки в 42 км к северо-западу от Троицко-Печорска. Река течёт на север, всё течение проходит по ненаселённому заболоченному таёжному лесу.

## Данные водного реестра
По данным государственного водного реестра России относится к Двинско-Печорскому бассейновому округу, водохозяйственный участок реки — Печора от истока до водомерного поста у посёлка Шердино, речной подбассейн реки — Бассейны притоков Печоры до впадения Усы. Речной бассейн реки — Печора.
Код объекта в государственном водном реестре — 03050100112103000060368.